# Joseph Schauers
Joseph „Joe“ Anthony Schauers (* 27. Mai 1909 in Philadelphia; † 18. Oktober 1987 ebenda) war ein US-amerikanischer Ruderer.
1932 qualifizierte sich der Zweier mit Steuermann des Pennsylvania Barge Club mit Joseph Schauers, Charles Kieffer und Steuermann Edward Jennings für die Olympischen Spiele 1932 in Los Angeles. Da nur vier Boote gemeldet hatten, fanden keine Vorläufe statt. Das US-Boot siegte mit sechs Sekunden Vorsprung vor den Polen, zehn Sekunden dahinter erhielten die Franzosen die Bronzemedaille vor den abgeschlagenen Brasilianern.